# Liste der Bodendenkmale in Malschwitz
In der Liste der Bodendenkmale in Malschwitz sind die Bodendenkmale der Gemeinde Malschwitz und ihrer Ortsteile nach dem Stand der Auflistung von Harald Quietzsch und Heinz Jacob aus dem Jahr 1982 aufgelistet. Eventuelle Änderungen und Ergänzungen, insbesondere aus der Zeit nach der Wende, sind nicht berücksichtigt, da für Sachsen aktuell keine neueren allgemein zugänglichen Bodendenkmallisten vorliegen. Die Baudenkmale sind in der Liste der Kulturdenkmale in Malschwitz aufgeführt.
| Denkmal-ID | Fundart             | Ortsteil         | Bezeichnung                 | Zeitstellung                 | Lage                                                                            | Bemerkungen | Bild |
| ---------- | ------------------- | ---------------- | --------------------------- | ---------------------------- | ------------------------------------------------------------------------------- | --- | ---- |
| ?          | Befestigung > Burg  | Baruth           | Wasserburg                  | Mittelalter                  | südwestlicher Ortsrand, Bereich des abgerissenen Schlosses                      | oberflächlich eingeebnet, teilweise überbaut, Schutz seit 10. November 1970                                             |      |
| ?          | besonderer Stein    | Baruth           | Steinkreuz                  | Spätmittelalter              | nordöstlicher Ortsteil, östlich der Kirche, südlich der Straße nach Dubrauke    | Schwerteinzeichnung, Schutz seit 25. August 1971                                                                        |      |
| ?          | Befestigung > Burg  | Doberschütz      | Wasserburg                  | Mittelalter                  | westlicher Ortsrand, östlich des Andreasteichs, in der Aue der Kleinen Spree    | durch Mühlengebäude überbaut, Graben teilweise verfüllt, Schutz seit 22. Juni 1935, erneuert 1. Dezember 1958           |      |
| ?          | besonderer Stein    | Gleina           | Steinkreuz                  | Spätmittelalter              | nordnordwestlich des Orts am Westufer des Kotitzer Wassers                      | Schutz seit 30. Juni 1971                                                                                               |      |
| ?          | Befestigung > Burg  | Gleina           | Wasserburg                  | Mittelalter                  | südöstlicher Ortsrand, südlich des Guts, nördlich der Straße                    | überbaut, oberflächlich nicht mehr erkennbar, Schutz seit 8. Oktober 1935, erneuert 1. Dezember 1958                    |      |
| ?          | Befestigung > Burg  | Guttau           | Wasserburg „Schlösschen“    | Mittelalter                  | südlicher Ortsteil, Westseite des Guts                                          | überbaut, Bühlböschung erkennbar, Graben eingeebnet, Schutz seit 4. Mai 1936, erneuert 1. Dezember 1958                 |      |
| ?          | besonderer Stein    | Guttau           | Steinkreuz                  | Spätmittelalter              | südlich an der Straße nach Kleinsaubernitz, östlich des Abzweigs nach Neudörfel | Schutz seit 20. Juli 1971                                                                                               |      |
| ?          | Grabmal > Grabhügel | Halbendorf/Spree | vermutete Hügelgräber       | Bronzezeit                   | direkt nördlich des Orts, westlich der Spree im Wald                            | 4 Hügel, keine Steinsetzungen erkennbar, Schutz seit 20. Mai 1971                                                       |      |
| ?          | besonderer Stein    | Halbendorf/Spree | Steinkreuz                  | Spätmittelalter              | südwestlicher Ortsrand, westlich der Straße nach Spreewiese                     | Schwerteinzeichnung, Schutz seit 23. Juni 1971                                                                          |      |
| ?          | Befestigung > Burg  | Kleinbautzen     | Wasserburg                  | Mittelalter                  | südöstlicher Ortsrand, südlicher Gutsbereich, in der Aue des Albrechtsbachs     | überbaut, Bühlböschungen erkennbar, Graben eingeebnet, Schutz seit 10. Dezember 1970                                    |      |
| ?          | Befestigung > Burg  | Kleinsaubernitz  | Wallanlage „Radisch“        | Frühe Eisenzeit, Mittelalter | nordwestlich des Orts auf einer Insel im Olbasee                                | durch Bergbau fast völlig zerstört, nur Reste erhalten, Schutz seit 21. Juli 1937, erneuert 1. Dezember 1958            |      |
| ?          | Befestigung > Burg  | Malschwitz       | Wasserburg „Altes Schloss“  | Mittelalter                  | südwestlicher Ortsrand, westlicher Gutsbereich                                  | durch Herrenhaus überbaut, trockengelegte Grabenteile erhalten, Schutz seit 16. Februar 1937, erneuert 1. Dezember 1958 |      |
| ?          | Befestigung > Burg  | Niedergurig      | Wallanlage „Lubasschanze“   | Slawenzeit                   | südlich des Orts, östliches Hochufer der Spree                                  | Ringwall am Niederungsrand, Schutz seit 16. Februar 1937, erneuert 1. Februar 1959                                      |      |
| ?          | besonderer Stein    | Niedergurig      | Steinkreuz                  | Nachmittelalter              | südsüdwestlich des Orts, westlich am Weg zum Gottlobsberg                       | Inschrift aus dem Jahr 1800, Schutz seit 20. Juli 1971                                                                  |      |
| ?          | besonderer Stein    | Niedergurig      | Schalenstein                | undatiert                    | südsüdwestlich des Orts auf dem Gipfel des Gottlobsbergs                        | Granitblock mit ca. 20 Schälchen und 2 Becken, Schutz seit 20. Mai 1971                                                 |      |
| ?          | besonderer Stein    | Pließkowitz      | Schalenstein „Teufelsstein“ | undatiert                    | südöstlich des Orts, nordöstlich des Steinbruchs                                | Felsgruppe mit kesselförmigen Schälchen und gegenständlichen Ritzzeichnungen, Schutz seit 6. Februar 1936, 20. Mai 1971 |      |
| ?          | Befestigung > Burg  | Rackel           | Wallanlage „Schanze“        | Slawenzeit                   | südwestlich des Orts, östliches Hochufer des Löbauer Wassers                    | Spornbefestigung mit fast geschlossenem Wallzug, Schutz seit 17. Januar 1935, erneuert 1. Februar 1959                  |      |
| ?          | besonderer Stein    | Rackel           | Steinkreuz                  | Spätmittelalter              | direkt östlich des Orts, südlich an der Straße                                  | Schutz seit 25. August 1971                                                                                             |      |